# آآفیبریگی
آآفیبریگی (نام علمی: Aa fiebrigii) نام یک گونه از سرده آآ است.